# Мозаичные болезни растений
Мозаичные болезни растений — группа вирусных болезней растений. Широко распространены, поражают многие сельскохозяйственные культуры. Вызывают появление пятен различной окраски на поражённых органах.
Вирусов-возбудителей мозаичных болезней насчитывается несколько сотен. Примечательно, что первым открытым и одним из наиболее детально изученных вирусов стал вирус табачной мозаики. В 1892 году Д. И. Ивановский, изучая мозаичную болезнь табака, открыл новых, ранее неизвестных возбудителей заболеваний, которые впоследствии были названы вирусами.
Мозаичные болезни, вызываемые различными возбудителями, имеют схожие симптомы. В первую очередь это пёстрая — «мозаичная» — окраска поражённых органов (листьев, стеблей, плодов). Пятна или штрихи могут иметь разные размеры и формы; их окраска варьируется от разных оттенков зелёного до жёлтого. Они могут быть расположены беспорядочно или образовывать определённый рисунок (по этому признаку выделяют обыкновенную, жилковую, межжилковую, жёлтую, мраморную, кольцевую и полосатую мозаики). Кроме того, меняется форма листовой пластинки (листья закручиваются, сморщиваются, возникают курчавость, некрозы и т. д.), растения отстают в росте, снижается продуктивность фотосинтеза, цветки и плоды деформируются, урожайность падает. Иногда внешние признаки мозаичной болезни выражены неярко, и их можно принять за нехватку питательных веществ или химические ожоги.
Возбудители передаются с соком больных растений. Переносчиками могут быть тли, клопы, клещи, нематоды и пр. Заражение может также происходить при соприкосновении больных растений друг с другом, а также во время обрезки, прививки или пикировки. Вирусы могут сохраняться в почве, на растительных остатках, в пыльце и на семенах.
Среди мозаичных болезней сельскохозяйственных культур выделяют белую, зелёную и обыкновенную мозаики огурца, деформирующую мозаику гороха, жёлтую и обыкновенную мозаики фасоли, обыкновенную мозаику томатов, жёлтую, обыкновенную и огуречную мозаики табака. Мозаичные болезни также поражают картофель, свёклу, сою, люцерну, баклажаны, кукурузу, тыкву, пшеницу и другие злаки, плодовые деревья и кустарники (яблоню, инжир, черешню, малину), декоративные растения (георгины, лилии, нарциссы, тюльпаны, фреезии), древесные породы (вяз, клён, тополь). Интересно, что у тюльпанов мозаичные вирусы могут создавать эффектную «полосатую» окраску (так называемую пестролепестность), пользовавшуюся большой популярностью во время тюльпаномании XVII века.
Меры борьбы — использование устойчивых сортов, уничтожение насекомых-переносчиков и сорняков — резерваторов возбудителей, удаление больных растений и растительных остатков, севооборот, стерилизация инструментов при уходе за растениями.